# Ото, Валентин
Валентин Ото (нем.  Valentin Otto, Pitiscus, Parthenopolitanus; лат. Valentinus Otho; около 1545/1546 — 8 апреля 1603, Гейдельберг) — немецкий математик и астроном.

## Биография
Родился, возможно, в Магдебурге. В 1573 году прибыл в Виттенберг, где предложил Иоганну Преториусу приблизительное значение числа {\displaystyle \pi } ({\displaystyle \pi \approx {\tfrac {355}{113}}}) (теперь известное как milü, по имени его первооткрывателя — китайского математика Цзу Чунчжи).
В 1574 году стал помощником Ретикуса в давно уже им предпринятом трудном деле составления таблиц синусов, тангенсов и секансов при разности между углами в 10″ и при радиусе, равном 10000000000. После смерти Ретикуса В. Ото продолжал эту работу. Ото унаследовал от Ретикуса рукопись Николая Коперника De Revolutionibus, которую тот опубликовал в 1543 году в Нюрнберге.
Первые издержки по печатанию оплачивались другом покойного Ретикуса, важным сановником Иоанном Рубером, пока Ото не был приглашен на кафедру математики в Виттенбергском университете и не нашёл вместе с тем, сперва в курфюрсте Августе Саксонском, а потом в курфюрсте Фридрихе IV Пфальцском, лиц, взявших на себя дальнейшие расходы по изданию. Книга вышла в свет в 1596 году в Нейштадте, под названием «Opus Palatinum de Triangulis», и содержала в себе, кроме таблиц и учения об их вычислении, полное изложение плоской и сферической тригонометрии. Особенного внимания в этой второй части книги заслуживает разбор случаев двузначности.
Позже переехал в Гейдельберг, где читал лекции по математике.

## Избранные труды
- Opus Palatinum de Triangulis (Bearbeitung und Herausgabe), 1596
- De triangulis globi sine angulo recto libri quinque